# Laponski jezici
Laponski jezici (saamski, samski jezici), naziv za nekadašnju jezičnu skupinu finsko-laponskih jezika kojima govore Laponci ili Saami (Sami) na sjeveru Skandinavije u Norveškoj, Švedskoj i Finskoj te na poluotoku Koli u Rusiji. Danas se dijeli na istočnu, južnu i zapadnu podskupinu, nekada na centralnu, istočnu, sjevernu i južnu. 
Obuhvaća ukupno 11 jezika od kojih je jedan izumro, kemskolaponski [sjk], a govorio se u Finskoj.

## Klasifikacija
- centralni (5): kemskosaamski, [sjk] (Finska); kildinskosaamski, [sjd] (Rusija); skoltskosaamski, [sms] (Finska); terskosaamski, [sjt] (Rusija); akkalskosaamski, [sia] (Rusija)
- istočni (1): inarijskosaamski, [smn] (Finska)
- sjeverni (1): sjevernosaamski, [sme] (Norveška)
- južni(4): pitejskosaamski, [sje] (Švedska); južnosaamski, [sma] (Švedska); lulejskosaamski, [smj] (Švedska); umejskosaamski, [sju] (Švedska).[1]

Nova je podjela laponskih jezika na istočne (akalski, inarijski, kildinski, skoltski i terski), južne (umejski) i zapadne sa sjevernom (lulejski, sjeverni i pitejski) i južnom podskupinom (južnolaponski).

## Vanjske poveznice
- Ethnologue (15th)